# マーナハンの状態方程式
マーナハンの状態方程式（マーナハンのじょうたいほうていしき、英: Murnaghan equation of state）は、物体の体積と加えられた圧力との関係を表す状態方程式である。この方程式は、地球科学や衝撃物理学において、物質が高圧条件下でどのように振る舞うかをモデル化するために使用される多くの状態方程式の1つである。1944年にジョンズ・ホプキンス大学のフランシス・ドミニク・マーナハンによって提案され、固体が圧縮されるほどさらに圧縮することが難しくなるという実験的事実を反映している。
この方程式は、特定の仮定のもとで連続体力学の方程式から導出される。調整可能な2つのパラメータ、すなわち体積弾性率{\displaystyle K_{0}}と圧力に対するその一次導関数{\displaystyle K'_{0}}（いずれも常圧条件下で測定）が含まれる。これらの係数は通常、体積{\displaystyle V}と圧力{\displaystyle P}の関係を示す実験的なデータに基づいて回帰分析により決定される。これらのデータは、X線回折や衝撃試験によって得られるほか、ab initio計算や分子動力学法で得られる、体積に対するエネルギーの値を用いて回帰分析が行われることもある。
マーナハンの状態方程式は、通常次のように表される。
{\displaystyle P(V)={\frac {K_{0}}{K_{0}'}}\left[\left({\frac {V}{V_{0}}}\right)^{-K_{0}'}-1\right]\,}
体積の圧縮率が低い場合、つまり{\displaystyle V/V_{0}}が約90%以上である場合、この方程式は実験データを満足のいく精度でモデル化できる。また、他の多くの状態方程式と異なり、圧力の関数として体積{\displaystyle V(P)}を明示的に表している。しかし、この方程式の有効範囲は限定的であり、物理的解釈が不十分な場合がある。それでも、この方程式は固体爆薬のモデルで広く使用されている。さらに詳しい状態方程式として、地球物理学ではバーチ・マーナハンの状態方程式が、金属や合金の衝撃物理学ではミー・グリュナイゼンの状態方程式が広く使用されている。

## 背景
地球内部の構造を、内層を構成する物質の機械的特性を通じて研究するには、極端な条件を扱う必要がある。圧力は数百ギガパスカル、温度は数千度に達することがある。このような条件下での物質特性の研究は、ダイヤモンドアンビルセルのような装置を用いて静的圧力をかけたり、衝撃波を物質に与えるといった実験的手法にてできる。また、物質の状態を定義するさまざまなパラメータ（体積、密度、温度、圧力）の関係式を決定する理論的な研究も行われた。
状態方程式を定めるためには、次の2つのアプローチがある。
- 原子間ポテンシャル、またはab initio計算に基づくアプローチ

- 状態方程式力学および熱力学の一般関係に基づくアプローチ（マーナハンの状態方程式はこのカテゴリである。）

これまでに、多くの研究者によって数十種類の状態方程式が提案されてきた。これらの方程式は経験的な関係式であり、その質や適用の有用性は、関係式に含まれるパラメータの数、パラメータに割り当てられる物理的な意味、実験データの質 、理論的仮定の一貫性、および高圧縮状態での固体の挙動を外挿できる能力といった基準で判断できる。

## 状態方程式の導出
一定温度での体積弾性率は、以下のように定義される。
{\displaystyle K=-V\left({\frac {\partial P}{\partial V}}\right)_{T}}
ここで、圧力{\displaystyle P}と体積{\displaystyle V}を結び付ける最も簡単な方法は、体積弾性率{\displaystyle K}が一定であり、圧力や固体の変形に依存しないと仮定し、フックの法則を発見する。この場合、体積は圧力に対して指数関数的に減少する。しかし、実際には、固体が圧縮されるほど、さらに圧縮することが難しくなることが知られており、この結果は実験的に満足のいくものではない。このため、圧縮に伴う固体の弾性特性の変化を考慮する必要がある。
マーナハンは、体積弾性率{\displaystyle K}が圧力{\displaystyle P}の一次関数であると仮定した。
{\displaystyle K=K_{0}+P\ K_{0}'}
マーナハンの状態方程式は、以下の微分方程式を積分することで得られる。
{\displaystyle P(V)={\frac {K_{0}}{K_{0}'}}\left[\left({\frac {V}{V_{0}}}\right)^{-K_{0}'}-1\right]}
また、次のような体積{\displaystyle V}と圧力{\displaystyle P}の関係式が得られる。
{\displaystyle V(P)=V_{0}\left[1+P\left({\frac {K'_{0}}{K_{0}}}\right)\right]^{-1/K'_{0}}}
しかし、この説明は、ポワリエによって厳密性を欠くとして批判されている。同じ関係式は、弾性率と熱膨張係数の積が圧力に依存しないという事実から、異なる方法で導き出すことができる。この状態方程式は、古いポリトロープ関係の一般的な場合であり、一定の指数関係を持つ。
特定の状況下、特にab initio計算に関連して、エネルギーを体積の関数として表すことが好まれる場合がある。これは、以下の関係式を基に積分することで得られる。
P = −dE/dV
体積弾性率{\displaystyle K}の一次微分{\displaystyle K'_{0}}が1でない場合、この関係式が用いられる。
{\displaystyle E(V)=E_{0}+K_{0}\,V_{0}\left[{\frac {1}{K_{0}'(K_{0}'-1)}}\left({\frac {V}{V_{0}}}\right)^{1-K_{0}'}+{\frac {1}{K_{0}'}}{\frac {V}{V_{0}}}-{\frac {1}{K_{0}'-1}}\right]}

## 利点と限界
マーナハンの状態方程式は、その単純さにもかかわらず、体積弾性率{\displaystyle K_{0}/2}のおおよそ半分までの圧力範囲で実験データを再現することが可能である。また、体積比{\displaystyle V/V_{0}}が約90%以上であれば、比較的良好な結果を提供する。この範囲内では、圧力の関数として体積を表す必要がある場合、マーナハンの状態方程式は他の状態方程式と比べて有利である。
しかし、多くの問題において、マーナハンの状態方程式は理論的・実験的な観点から満足のいく結果を提供しないことが示されている。特に、体積比{\displaystyle V/V_{0}}が非常に小さくなる状況、すなわちトーマス・フェルミ極限において、体積弾性率の一次微分{\displaystyle K'_{0}}は{\displaystyle 5/3}に収束すると予測される。しかし、マーナハンの状態方程式では、{\displaystyle K}{\displaystyle '}は一定であり、初期値に設定される。 特に、{\displaystyle K'_{0}=5/3}が初期値に固定しているため、この予測に一致しない。マーナハンの状態方程式を外挿して使用すると、その予測は急速に現実とかけ離れた挙動を示す。
経験的には体積弾性率{\displaystyle K}の一次微分{\displaystyle K}{\displaystyle '}は圧力が増加すると減少する。また、弾性率の二次微分{\displaystyle K}{\displaystyle '}{\displaystyle '}は常に負の値を持つ。この観測を説明するため、同じ原則に基づく二次理論が提案されている。しかし、このアプローチにも問題がある。まず、圧力が無限に増加する極限では、この理論に基づくと体積弾性率が負になる矛盾が生じる。次に、任意の多項式展開を採用した場合でも、必ず支配的な項が無限大に発散するため、同様の矛盾が生じる。
これらの重要な限界から、マーナハンの状態方程式は事実上廃止された。W・ホルツアプフェルはこの方程式を次のように評している。実際の圧縮データ解析には、より洗練された状態方程式が使用されている。科学界で最も広く用いられているのは、バーチ・マーナハンの状態方程式（2次または3次）であり、特に高品質なデータの解析で一般的である。
この種の状態方程式は、圧力や温度による融解や固体間の相転移による密度や体積弾性率の急激な変化に対応できない、圧力に応じた複数の固体間転移を正確に反映することが困難である、といった限界がある。

## 例
マーナハンの状態方程式は、データセットに対して回帰分析を行い、弾性率{\displaystyle K_{0}}とその圧力に対する1次導関数{\displaystyle K'_{0}}の値を得ることができる。これらの係数を取得し、常圧での体積の値を知ることで、体積、密度、体積弾性率を計算することが可能である。
データセットは主に、さまざまな圧力における体積の測定値（多くの場合、X線回折によるもの）で構成されている。また、理論的なデータも利用可能であり、ab initio計算によって異なる体積値におけるエネルギーを算出し、それを回帰分析に使用することができる。こうして得られる理論的な弾性率の値は、実験的な結果と比較される。
以下の表は、マーナハンの状態方程式により得られたさまざまな材料の数値例を示している。ただし、これは単なる数値解析の例として示されたものであり、モデルの質についての評価を含むものではない。これらの結果は、マーナハンの状態方程式を使用して得られた数値解析の例として示されており、前節で述べた物理的な限界点を踏まえ、慎重に扱う必要がある。
| 材質                | {\displaystyle K_{0}} (GPa) | {\displaystyle K'_{0}} |
| ------------------- | --------------------------- | ---------------------- |
| フッ化ナトリウム    | 46.5                        | 5.28                   |
| 塩化ナトリウム      | 24.0                        | 5.39                   |
| 臭化ナトリウム      | 19.9                        | 5.46                   |
| ヨウ化ナトリウム    | 15.1                        | 5.59                   |
| 酸化マグネシウム    | 156                         | 4.7                    |
| 方解石 (CaCO3)      | 75.27                       | 4.63                   |
| 菱苦土鉱 (MgCO3)    | 124.73                      | 3.08                   |
| 炭化ケイ素 (3C-SiC) | 248                         | 4.0                    |

## 拡張と一般化
前節のようなモデルの改良や、批判を回避するために、マーナハンの状態方程式の一般化が提案されている。これらの一般化は通常、単純化のための仮定を取り除き、新たな調整可能なパラメータを追加する形で行われる。このアプローチにより、モデルの精度を向上させることができるが、一方で式が複雑化する可能性もある。また、追加されたパラメータの物理的な意味についての問題も提起されている。
一つの可能な戦略として、先の展開に追加項{\displaystyle P^{2}}を含めることが挙げられる。この場合、次の条件を課すことになる。
{\displaystyle K=K_{0}+PK_{0}'+P^{2}K_{0}''}
この微分方程式を解くことで、2次のマーナハンの状態方程式が得られる。
{\displaystyle P(V)=2{\frac {K_{0}}{K_{0}'}}\left[{\frac {\Gamma }{K_{0}'}}\,{\frac {\left({\frac {V_{0}}{V}}\right)^{\Gamma }+1}{\left({\frac {V_{0}}{V}}\right)^{\Gamma }-1}}-1\right]^{-1}}
ここで、{\displaystyle \Gamma ^{2}=K_{0}'^{2}-2K_{0}K_{0}''>0}であり、これは{\displaystyle K_{0}''=0}を取ることで1次方程式に自然に現れる形となる。また、2次より高次の展開も原理的には可能だが、その場合は各項に対して調整可能なパラメータを追加する必要がある。
他の一般化としては、以下が挙げられる。
- クマリおよびダスは、{\displaystyle K=0}という条件を放棄し、{\displaystyle K/K'}が圧力に依存しないと仮定する一般化を提案した[19]。

- クマーは、アンダーソンパラメータが体積の関数として依存することを考慮に入れた一般化を提案した。その後、この一般化された方程式は新しいものではなく、実際にはテイト方程式に還元可能であることが示された[5][20]。